# Курган слави (Новочеркаськ)
Курган слави (рос. Курган славы) — меморіальний комплекс, відкритий до 35-річчя Перемоги у Новочеркаську. Розташований на кургані в Олександрівському парку поруч зі входом до нього.

## Опис
Значної культурної і меморіально-історичної цінності комплекс як такої не має. Під ним немає жодних могил ні захисників міста, ні його визволителів, ні жертв нацистів. Тим не менше, більшу історичну цінність представляє безпосередньо курган. Саме він — справжній пам'ятник історії та культури. Вважається, що він з'явився у львів-сарматську епоху і під ним поховані древні останки.
Довгий час курган носив назву «Курган в Олександрівському саду». Близько 150 років його використовували як оглядовий майданчик для огляду місцевості, зокрема під час розливу річки Тузлов. До революції на кургані розташовувалася гармата, яка опівдні — як у Петербурзі, — стріляла.
Архітектурно-художнє оформлення вельми схоже на аналогічні в інших містах Росії та зарубіжжя. Чотири багнети, що дивляться в небо, символізують чотири роки війни. У центрі був поміщений Вічний вогонь, біля якого на півсфері з бетону були закріплені залізні букви з написом «Ніхто не забутий, ніщо не забуте!». На зовнішній півсфері пам'ятника сходи з каменю, починаються від кам'яних плит із зображенням Зірки Героя Радянського Союзу і списком міст-героїв. Поруч з виходом з Кургану слави була поставлена бетонна плита зі списком загиблих жителів міста у роки Великої Вітчизняної війни.
З кінця 1990-х стан комплексу поступово погіршувався. Вічний вогонь погас. Але, завдяки принциповій позиції ветеранів міста до 9 травня 2012 року меморіал повністю відреставрували і знову запалили Вічний вогонь.
На початку жовтня 2016 року двоє підлітків осквернили меморіальний комплекс Курган слави. Вандали розмалювали стіни оглядового майданчика, де розташований Вічний вогонь, нецензурними словами. Було порушено кримінальну справу за статтею «Вандалізм».